# Ingham, Lincolnshire
Ingham är en ort och civil parish i Storbritannien.   Den ligger i grevskapet Lincolnshire och riksdelen England, i den sydöstra delen av landet, 200 km norr om huvudstaden London. Ingham ligger 29 meter över havet och antalet invånare är 857.
Terrängen runt Ingham är platt. Runt Ingham är det mycket tätbefolkat, med 2 261 invånare per kvadratkilometer. Närmaste större samhälle är Lincoln, 12,2 km söder om Ingham. Trakten runt Ingham består till största delen av jordbruksmark.